# Хунди-султанија (ћерка Мурата II)
Хунди-султанија(тур. Hundi Sultan; 1424, Једрене) је била ћерка Мурата II и Умигулсум-хатун.

## Бракови
Султанија Хунди је рођена 1424. године у Једрену, као друга ћерка Умигулсум-хатун. Удата је 1440. године  за коњушара Илијас-пашу (умро 1483).
Након смрти Илилај-бега, султанија се преудала за Јакуп-бега (умро 1483), који је био саветник шехзаде Џема, који га је издао. Као награду, Јакуп-бег је био по други пут ожењен 1482. године једном од кћери Бајазита II.